# Juillet 2004

## Actualités du mois

### Jeudi1erjuillet2004
- La sonde Cassini-Huygens se met en orbite autour de Saturne et transmet les images des anneaux prises durant sa traversée.
- France, presse : renaissance du magazine de bandes dessinées Pif gadget. Article de l'Humanité.
- Irak : Saddam Hussein a comparu formellement devant un tribunal irakien pour entendre les chefs d'accusation dont celui de crime contre l'humanité qui pèsent contre lui pour des actes contre les groupes suivants: des chiites en 1980, 1991 et 1999, des Kurdes en 1988 (Halabja) et pendant les années 1980 (tribu Barzani), et les deux premières guerres du Golfe contre l'Iran et le Koweit. L'ancien président irakien a refusé de reconnaître l'autorité du tribunal et n'a pas voulu signer l'acte d'accusation du fait de l'absence d'avocat de la défense. Plusieurs journalistes ont signalé que les images transmises aux télévisions n'étaient pas accompagnées du son original, mis à part à quelques endroits choisis.

### Vendredi2 juillet 2004
- France, affaire d'Outreau : la cour d'assises du Pas-de-Calais a rendu son verdict dans le procès dit procès d'Outreau. Par-delà les condamnations et les acquittements, ce procès a jeté de nombreux doutes sur les procédures dans les affaires d'abus sexuel sur mineur. Le Garde des Sceaux Dominique Perben a déclaré vouloir travailler sur l'amélioration des procédures afin d'éviter les erreurs sans remettre en cause la parole des enfants.
- Suisse : un premier cas d'ESB a été diagnostiqué chez le zébu au zoo de Bâle. Alors que l'épizootie semble contenue chez le bœuf domestique, la maladie semble atteindre d'autres bovidaes désormais, des zoos britanniques ayant diagnostiqué des cas sur des koudous, des bisons, des antilopes élands et des nyalas.
- République tchèque : ce pays a ratifié le protocole n°13 à la Convention européenne des droits de l'homme abolissant la peine de mort en toutes circonstances.

### Samedi3 juillet 2004
- Tour de France cycliste : départ du tour de France avec le prologue de Liège (Belgique). Arrivée le 25 juillet à Paris. Lance Armstrong concourt pour une sixième victoire consécutive. L'épreuve démarre dans une ambiance morose pour les coureurs : plusieurs enquêtes des polices et justices françaises et italiennes sur le dopage présumé de certains coureurs, la récente mort de Marco Pantani, l'exclusion du tour de coureurs de l'équipe Cofidis comme David Millar et le livre de l'ancien soigneur d’US Postal, L.A. Confidential, risquent de jeter dans l'opinion publique des soupçons sur les performances des compétiteurs.
- France : libéralisation du marché de l'électricité, la SNCF, 2e consommateur du pays après Eurodif, conteste sa facture d'électricité qui a augmenté de 46 % entre 2003 et 2004.

### Dimanche4 juillet 2004
- États-Unis d'Amérique, New York : pose de la première pierre de la Freedom Tower (tour de la liberté) qui s'élèvera sur le site du World Trade Center. Ont officié le maire de New York Michael Bloomberg, le gouverneur de l'État George Pataki et celui de l'état voisin du New Jersey. Cette pierre en marbre monumentale porte une inscription en hommage aux victimes du 11 septembre 2001.
- Football, championnat d'Europe des nations de football 2004 : l'équipe de Grèce remporte le championnat en battant en finale l'équipe du Portugal sur un score de 1 à 0.
- France, Saint-Maur, Indre : un détenu de 36 ans, condamné pour meurtre en mars 2000, a frappé son voisin de cellule à la tête avec un cendrier. Il a commencé à lui manger la cervelle. Source : LeMonde.fr, 8 juillet 2004.
- Pérou : la fille de l'ancien président péruvien Alberto Fujimori s'est mariée à Lima avec un citoyen américain. Son père, né de parents japonais, est toujours en exil au Japon depuis 2000. La justice péruvienne réclame son extradition pour vingt chefs d'accusation dont la corruption et la constitution de d'une trentaine de wikipédiens et wikipédistes à Paris pour rencontrer Jimbo (fondateur du projet), parler du projet à la presse et discuter de la création de l'association francophone. Voir la page Rencontre Paris juillet 2004 pour plus d'informations.
- Formule 1 : Grand Prix automobile de France.

### Lundi5 juillet 2004
- Pétanque, Marseille, rappel : jusqu'au 19 juillet 2004 a lieu à Marseille le trophée de pétanque « La Marseillaise ».
- Le Rock and roll fête ses 50 ans, la date de diffusion de la chanson d'Elvis Presley, That’s all right mama ayant été retenue comme marquant la naissance officielle de ce style de musique (nuit du 5 juillet au 6 juillet 1954)

### Mardi6 juillet 2004
- États-Unis d'Amérique : la CIA, agence américaine de renseignement, aurait volontairement omis d'informer le président George W. Bush sur l'existence d'informations permettant de croire que l'Irak aurait abandonné le développement d'armes de destruction massive. Information dévoilée par le quotidien The New York Times, d'après le rapport à paraître de la commission sénatoriale sur l'utilisation des services de renseignements par l'exécutif américain au sujet des armes de destruction massive en Irak. Edicom
- États-Unis, élection présidentielle : le candidat démocrate John Kerry a choisi son candidat à la vice-présidence, John Edwards, actuel sénateur de Caroline du Nord et ancien candidat pendant les primaires démocrates. Côté républicain, l'actuel président George Walker Bush brigue un second mandat avec son vice-président Dick Cheney.

### Mercredi7 juillet 2004
- Irak : le chef du gouvernement irakien, Iyad Allaoui a reçu par décret des pouvoirs extraordinaires afin de rétablir le calme dans le pays, alors que des attaques de guérilla ont eu lieu dans Bagdad.
- Météorologie, France, Royaume-Uni : la tempête qui a balayé l'Europe de l'ouest a endommagé les réseaux électriques et de télécommunications en France et au Royaume-Uni. Certaines voies ferrées françaises ont dû être fermées. La circulation des ferries sur la Manche a également été perturbée. L'alerte est encore en vigueur dans le sud-est de l'Angleterre et dans l'est de la France jusqu'à jeudi 8 juillet après-midi. Rappel pour la France, pour s'informer sur les avis de vigilance : Site de Météo France.
- Russie : la justice russe a commencé à saisir les comptes du groupe pétrolier Ioukos. Le groupe doit 3 milliards de dollars au fisc.
- Soudan : le gouvernement accepte l'envoi de 300 soldats de l'Union africaine au Darfour.
- France : le prix Iznogoud, qui récompense « une personnalité d'une grande notoriété qui a tenté de devenir calife à la place du calife, s'est vantée et a échoué dans son entreprise », a été attribué à son président à vie André Santini, député-maire d'Issy-les-Moulineaux. Il a été attribué dans le cadre du festival « Humour et eau salée » de Saint-Georges-de-Didonne (Charente-Maritime). Le lauréat, qui a été récompensé pour « avoir voulu être Huchon à la place d'Huchon » en Île-de-France, « a fini par accepter cette distinction qu'il souhaitait, pour sa part, voir attribuer à son homonyme « footeux » : Jacques Santini ». Prix Iznogoud décerné par Humour et eau salée
- France, cinéma : sortie du film de Michael Moore, Fahrenheit 9/11, qui avait reçu la Palme d'or au festival de Cannes cette année.
- Japon : Bonne Tanabata à tous !

### Jeudi8 juillet 2004
- Festival d'Avignon : il a lieu du 8 au 31 juillet. Au 30 juin (chiffres quasi définitifs). Dans le festival off, 539 troupes sont répertoriées pour donner 667 spectacles (au minimum, sans compter les spectacles de rue, etc).
- France : le Président de la République a prononcé, dans le village du Chambon-sur-Lignon, un discours sur la tolérance et contre les discriminations. Dans cette commune, les habitants protestants avaient caché pendant la Seconde Guerre mondiale des familles juives qui ont pu échapper au génocide mené par les nazis.
- France : le club de basket du CSP Limoges, le plus titré des clubs sportifs français, est contraint au dépôt de bilan.
- Autriche : Heinz Fischer, élu en avril, a prêté serment et est devenu le huitième président de la République, succédant à Thomas Klestil, décédé deux jours avant l'achèvement de son mandat.

### Vendredi9 juillet 2004
- France : alors qu'une partie des salariés d'EDF est en grève contre le changement de statut de l'entreprise, le Sénat a voté la suppression de l'âge maximum de 65 ans pour le patron de la société de production d'électricité. Les journalistes font remarquer que, désormais, Francis Mer (65 ans révolus) pourrait passer du ministère des Finances à la présidence d'EDF.
- France logiciels libres : le ministère de l'Équipement vient de faire son choix pour la Mandrakelinux Corporate Server pour remplacer 1 500 serveurs qui tournaient sous Microsoft Windows NT. Le gouvernement a récemment déclaré que la « concurrence était ouverte » entre les solutions Open Source et Microsoft pour le million d'ordinateur en service dans au sein des administrations. Communiqué de presse MandrakeSoft
- Israël - Palestine : la Cour internationale de justice, siégeant à La Haye (Pays-Bas), a rendu un arrêt sur le mur de sécurité qu'Israël construit pour isoler la Cisjordanie. La cour estime cette construction illégale en vertu du droit international. Le gouvernement israélien a réagi en affirmant que la Cour avait ignoré un fait : l'argument que ce mur vise à assurer la sécurité d'Israël contre le terrorisme.

### Dimanche11 juillet 2004
- France : vaste indignation politique et médiatique à la suite des déclarations d'une jeune femme se présentant comme victime d'une agression à caractère antisémite dans le RER.
- Formule 1 : Grand Prix automobile de Grande-Bretagne.

### Lundi12 juillet 2004
- Suisse : visite du pape de l'Église copte, monophysite, Chenouda III à l'Abbaye de Saint-Maurice, en Valais, où a été massacrée la légion thébaine au IIIe siècle.
- France, football : Raymond Domenech a été choisi comme nouveau sélectionneur de l'équipe de France de football, en remplacement de Jacques Santini.

### Mardi13 juillet 2004
- France : les salariés de l'usine Bosch de Vénissieux sommés de choisir entre la semaine de 36 h (au lieu de 35) sans augmentation de salaire ou la délocalisation de l'usine en République tchèque.
- France : L'agression antisémite dans le RER qui avait mis la France en émoi ces derniers jours se révèle fausse: la jeune femme présentée comme victime avait menti.
- Macédoine : ce pays a ratifié le protocole n° 13 à la Convention européenne des droits de l'homme, y abolissant ainsi la peine de mort en toutes circonstances.
- Japon : arrestation de l'ancien champion du monde d'échecs Bobby Fischer, utilisant un passeport américain invalide, et qui tentait d'échapper aux sanctions qu'il encourt à la suite de son match contre Boris Spassky en Yougoslavie en 1992.

### Mercredi14 juillet 2004
- France : défilé du 14 juillet avec pour thème l'entente cordiale.
- France : dans le traditionnel entretien télévisé du 14 juillet, le président de la République, Jacques Chirac, annonce que la ratification du projet de Constitution européenne aura lieu, en France, par la voie du référendum, probablement à l'automne 2005.
- France : Richard Virenque remporte la plus longue étape du Tour de France 2004.
- Irak : meurtre du gouverneur de Mossoul. Cet attentat a été revendiqué par Abou Moussab Zarkaoui
- France : Villers-Saint-Sépulcre naissance de Calin le prophète.

### Jeudi15 juillet 2004
- Irak : dix personnes ont été tuées dans un attentat à l'ouest de Bagdad.
- France : les ministres de l'Économie, de la Culture et de l'Industrie se réunissent pour lutter contre le piratage de la musique sur Internet.
- France, hautes technologies : le Commissariat à l'énergie atomique (CEA) vient d'assigner le constructeur sud-coréen Samsung en justice devant le tribunal de grande instance de Paris pour violation de brevets sur la technologie des écrans à cristaux liquides. La technologie mise en cause est la VA (vertically aligned) permettant de fabriquer des écrans à contraste élevé et offrant un angle plus grand pour le confort de vision. Le CEA a par ailleurs et pour les mêmes motifs assigné six constructeurs aux États-Unis, à savoir Samsung (coréen), AU Optronics et Chi Mei (taïwanais), Fujitsu, Sanyo et Sharp (japonais).
- France : Benjamin Biolay a été fait Chevalier dans l’ordre des Arts et des Lettres.

### Vendredi16 juillet 2004
- Afghanistan : une roquette tombe près d’un collège visité quelques minutes plus tard par le président Hamid Karzai. Les talibans revendiquent l'attentat.
- Inde : un incendie dans une école de Kumbakonam dans l'État du Tamil Nadu a fait au moins 77 morts, en majorité des enfants entre 6 et 13 ans.
- États-Unis d'Amérique : Martha Stewart a été condamnée à cinq mois de prison pour délit d'initié.

### Samedi17 juillet 2004
- Guyane française : la fusée Ariane V a mis en orbite le plus gros satellite de télécommunications du monde. Ce satellite fournira un accès Internet haut débit pour le Canada.
- France : Michel Bernard, un des trois jeûneurs anti-nucléaires, a dû être évacué d'urgence par les pompiers pour l'Hôtel Dieu alors qu'il était rendu à son 27e jour de jeûne. Son état de santé s'était dégradé ces derniers jours.
- Irak : Un français d'origine tunisienne, Redouane El-Hakim, 19 ans, est retrouvé mort après un bombardement américain contre une position islamiste à Falloujah, son frère, Boubaker al-Hakim, 21 ans est arrêté en août, à la frontière avec la Syrie.

### Dimanche18 juillet 2004
- France : la commémoration de la rafle du Vel d'Hiv, revêt un caractère particulier avec la recrudescence des actes racistes et antisémites en Europe.
- Israël : le Premier ministre Ariel Sharon appelle tous les Juifs de France à émigrer en Israël à cause des actes antisémites, car, selon ses propos, « le fait que 10 % de la population françaises soit constituée par des musulmans fournit un terreau à une nouvelle forme d'antisémitisme. » Divers responsables politiques français voire européens estiment, en vrac, que le Premier ministre israélien « a perdu une occasion de se taire », que « ses propos sont inacceptables », ou encore que l'appel de M. Sharon est « offensant pour le gouvernement et le peuple français ». Le quotidien israélien Maariv soulignera pour sa part, le 21 juillet, la « réaction hystérique du gouvernement français aux déclarations de Sharon ».

### Lundi19 juillet 2004
- Bolivie : référendums populaires sur cinq objets en relation avec la politique gazière du pays.
- Soudan : à Nyala, capitale du Darfour sud, dix miliciens djandjawid ont été condamnés par un tribunal spécial à 6 ans de prison et à l'amputation de leur main droite et jambe gauche.
- Ukraine : une explosion dans une mine près de Donetsk a fait 25 morts.
- Japon : Bobby Fischer, 61 ans, ancien champion du monde d'Échecs a été brusquement arrêté la semaine dernière en partance pour Manille. Il était poursuivi par les États-Unis depuis 1992 pour avoir accepté un chèque de 3,35 millions de dollars pour un tournoi-exhibition avec Boris Spassky en ex-Yougoslavie alors sous embargo. Il devrait être extradé aux États-Unis où il risque 10 ans de prison. Cette affaire pourrait être liée à une demande possible d'extradition concernant un ancien G.I. Charles Jenkins, toujours considéré par les États-Unis comme déserteur, depuis qu'il a rejoint la Corée du Nord en 1965. Une petite partie de Go diplomatique en quelque sorte ?

### Mardi20 juillet 2004
- Allemagne : le chancelier allemand Gerhard Schröder a honoré officiellement pour la première fois la mémoire d'un groupe d'officiers allemands ayant participé à l'attentat manqué contre Hitler il y a 60 ans.
- France : Lance Armstrong remporte la quinzième étape du Tour de France entre Valréas et Villard-de-Lans.

### Mercredi21 juillet 2004
- France : premier jour de l'opération « Paris plage ».

### Jeudi22 juillet 2004
- Turquie : le déraillement du train à grande vitesse à proximité de Pamukova, région montagneuse située dans le nord-ouest de la Turquie, a causé la mort de 36 personnes et en a blessé 81 autres.

### Vendredi23 juillet 2004
- Suisse : une touriste trouve la mort dans un accident de montgolfière au Musée des transports à Lucerne.
- Soudan : l'ONU estime à 30 000 le nombre de personnes tuées au Darfour en quinze mois et à plus d'un million celles qui ont été déplacées par les combats. Quelque 180 000 d'entre elles se sont massées dans des camps aux conditions de vie précaires de l'autre côté de la frontière tchadienne.
- Bosnie-Herzégovine : à Mostar, inauguration du nouveau Stari Most, le vieux pont du XIVe siècle reliant les deux communautés, qui fut détruit pendant la guerre.

### Samedi24 juillet 2004
- Niger : les opérations de vote pour les élections municipales se sont déroulées « sans incident » dans le pays. Plus de 5,5 millions d'électeurs étaient appelés aux urnes selon la Commission électorale nationale indépendante. Ces élections, qui se sont déroulées dans 14 000 bureaux, devaient permettre de choisir 3 747 conseillers municipaux précédemment désignés par décret présidentiel. Les opérations de vote, qui avaient commencé à 8 heures locales (7 heures GMT), ont pris fin comme prévu à 19 heures (18 heures GMT) pour la quasi-totalité des bureaux.
- Chine : le 89e congrès mondial d’espéranto s’ouvre à Pékin, jusqu’au 31 juillet. Il a pour thème « Égalité linguistique dans les relations internationales ».

### Dimanche25 juillet 2004
- Australie : dans un message sur l'Internet, le groupe al-Tawhid islamique (qui se présente comme une branche d'Al-Qaïda en Europe) a menacé de commettre des attentats à la voiture piégée en Australie et en Italie si les deux pays ne retiraient pas leurs soldats d'Irak. Le ministre des Affaires étrangères Alexander Downer a déclaré que l'Australie ne céderait pas aux menaces. M. Downer a aussi estimé que les menaces découlaient directement du retrait la semaine dernière du contingent philippin d'Irak en échange de la libération d'un otage et du retrait de l'Espagne après les attentats de Madrid du 11 mars dernier.
- Soudan : le gouvernement soudanais refuse une intervention militaire étrangère au Darfour.
- France : Lance Armstrong gagne le Tour de France pour la sixième fois.
- Menville, Haute-Garonne : 1 500 militants écologistes, dont José Bové et plusieurs élus (dont Noël Mamère, député-maire de Bègles et Gérard Onesta, député européen) ont « fauché » une parcelle d'un hectare de maïs transgénique. L'action a commencé vers 12h30 et a duré une demi-heure. Elle s'est déroulée sans incident. Une quinzaine de gendarmes ont assisté à cette opération, mais ne sont pas intervenus. Dépêche Reuters.
- Formule 1 : Grand Prix automobile d'Allemagne

### Lundi26 juillet 2004
- Israël : des dizaines de milliers d'Israéliens ont formé une chaîne humaine s'étirant de la bande de Gaza au mur des Lamentations dans la vieille ville de Jérusalem (soit 90 kilomètres) pour manifester leur opposition au plan de retrait de Gaza d'Ariel Sharon. Ce plan devait faire revenir sur un an les colons dans les territoires israéliens (et donc recommencer les négociations de paix).
- Canada : le Premier ministre canadien, le libéral Paul Martin, veut assouplir la législation sur la consommation de cannabis, alors que 12 % de la population avoue avoir déjà fumé du cannabis, une loi dépénaliserait la possession de petites quantités de cannabis (jusqu'à 15 grammes).

### Mardi27 juillet 2004
- France : le tribunal de grande instance de Bordeaux a prononcé l'annulation du premier mariage homosexuel célébré le 5 juin 2004 par Noël Mamère, député-maire de Bègles. Les avocats de Stéphane Chapin et Bertrand Charpentier ont annoncé qu'ils faisaient appel de cette décision.
- Guantanamo : rapatriement en France de quatre prisonniers français.
- Algérie : le criquet pèlerin (schistocerca gregaria) est en train de ravager les cultures d'Afrique du Nord.
- Nucléaire : après 36 jours de jeûne, les deux militants antinucléaires André Larivière et Dominique Masset ont arrêté leur jeûne demandant un « véritable débat démocratique » et l'abandon du projet de réacteur nucléaire de troisième génération EPR. Le troisième jeûneur, Michel Bernard, avait dû arrêter il y a 10 jours pour raisons médicales. Ils ont été reçus par Jacques Chirac avec une délégation. Ils ont jugé le résultat de leur action « assez mitigé ». Ils sont notamment déçus du peu de relais dans les médias.

### Mercredi28 juillet 2004
- Irak : un attentat-suicide par un kamikaze en voiture piégée a tué 70 personnes devant un poste de police.
- France : Nicolas Sarkozy, Renaud Donnedieu de Vabres et Patrick Devedjian ont signé une charte « antipiratage » pour empêcher le téléchargement illégal de musique sur Internet. Cette mesure prévoit, entre autres, la résiliation des abonnements internet des contrevenants par les autorités.
- Monde : il y a 90 ans débutait la Première Guerre mondiale, qui entraîna trente-cinq pays dans le conflit et fit plus de dix millions de morts.
- P2P : le réseau iMesh accepte de verser des dommages et intérêts à la RIAA et promet de se mettre « dans la légalité ».
- Soudan : des milices arabes ont tué des civils début juillet au Darfour, en enchaînant certains d'entre eux et en les « brûlant vifs » en dépit du cessez-le-feu conclu en avril, selon un communiqué de l'Union africaine (UA). Article du journal Le Monde.fr.
- Kaboul, Afghanistan : l'organisation non gouvernementale Médecins sans frontières a décidé d'arrêter ses actions humanitaires en Afghanistan à la suite de l'assassinat de cinq volontaires allemands en juin dernier. MSF accuse la coalition menée par les États-Unis d'Amérique de récupérer l'aide humanitaire à des fins politiques et militaires.

### Jeudi29 juillet 2004
- France, entomologie : l'aéroport de Nice est envahi par une colonie de calliptamus italicus ou criquet italien comportant soixante millions d'individus. Le trafic aérien n'est pas perturbé. Cependant, l'essaim est en phase de reproduction et pourrait menacer les cultures de la plaine du Var. Ce groupe est néanmoins moins menaçant que les nuages de criquets qui migrent depuis plusieurs semaines en Afrique de l'Ouest et du Nord.
- États-Unis d'Amérique :
  - John Kerry reçoit l'investiture du parti démocrate pour la prochaine élection du président des États-Unis d'Amérique.

### Vendredi30 juillet 2004
- Belgique, Ghislenghien (près d'Ath) (à mi-chemin entre Bruxelles et Lille) : une violente explosion d'une conduite de gaz à haute pression s'est produite près d'une usine de Diamant Boart (filiale d'Electrolux). L'explosion a fait cent trente blessés, dix-neuf morts et quatre disparus. Une alerte de fuite de gaz avait mené les services des pompiers sur place et c'est à ce moment que l'explosion a eu lieu, éjectant des corps à des centaines de mètres, des morceaux des bâtiments à six kilomètres, générant une vibration du sol de plus de dix minutes, projetant des flammes à une trentaine de mètres de haut jusqu'à environ cent mètres alentour. La chaleur fut ressentie jusqu'à deux kilomètres. Le débris principal pesant sept tonnes et mesurant onze mètres a été retrouvé à deux cents mètres. Des traces de pelleteuse ont été trouvées sur ce morceau du gazoduc. Une famille s'était arrêtée sur une aire d'autoroute à cinq cents mètres du foyer. Tous les membres de la famille ont été brûlés (jusqu'à 40 % de la surface du corps). Les gazoducs (il y en a deux) relient la Norvège à Paris en passant par Zeebruges et permettent d'alimenter la France, l'Espagne et l'Italie en gaz. Des rubans noirs ont été placés sur les véhicules de pompiers, police et protection civile dans la plupart des villes belges en hommage aux hommes du feu, pris dans l'explosion. Le 31 juillet 2004, le roi Albert II est rentré de Suède pour se rendre au chevet des victimes. La veille, son fils, le prince Laurent de Belgique et le Premier ministre Guy Verhofstadt s'étaient rendus sur place.

Ligne du temps :
- - 8 h 30 : le centre d'appel Fluxys, à Bruxelles, est prévenu par le 100 (service de secours belge éponyme de son numéro d'appel) d'un problème à hauteur de Ghislenghien sur la conduite de gaz Zeebruges-Blaregnies (France).
  - 8 h 35 : le centre décide d'envoyer une équipe vérifier sur place.
  - 8 h 36 : le 100 renouvelle son appel de 8 h 30 et annonce l'anomalie à hauteur de la balise U 32.
  - 8 h 57 : l'explosion est détectée à Bruxelles par une chute brusque de pression.
  - 8 h 59 : coupure de la conduite de gaz entre Brakel et Masnuy.

La Belgique possède dans son sous-sol d'un réseau de conduite de 400,000 km de canalisation (source RTBF).
- Ouzbékistan, attentats : trois bombes ont explosé dans la capitale Tachkent. Deux visaient les ambassades des États-Unis d'Amérique et d'Israël, la troisième un bâtiment du ministère de la Justice. Trois personnes ont été tuées. Un groupe islamiste a revendiqué l'attentat.
- Soudan, Darfour : le Conseil de sécurité des Nations unies a voté une résolution ordonnant que le gouvernement soudanais mette fin aux crimes commis au Darfour dans les trente jours. Le mot « sanction » n'a pas été employé dans le texte de la résolution, mais plusieurs pays veulent voir le gouvernement de Khartoum montrer une action volontaire et efficace contre les milices « arabes » dans cette région de l'ouest du pays. Le gouvernement soudanais trouve cette résolution « inappropriée », mais le président français Jacques Chirac a demandé un mobilisation à des fins humanitaires des moyens militaires français prépositionnés au Tchad.

### Samedi31 juillet 2004
- France, football, Trophée des champions : l'Olympique lyonnais a remporté la trophée des champions face au Paris Saint-Germain 7 tirs au but à 6 (1-1 après prolongations). L'OL remporte ce prix pour la troisième fois consécutive.
- France : diffusion du 1000e épisode du jeu télévisé Fort Boyard sur France 2. Cet épisode est aussi le premier à accueillir des enfants sur le Fort.